# Domen Črnigoj
Domen Črnigoj (Koper, 18 de noviembre de 1995) es un futbolista esloveno que juega en la demarcación de centrocampista para el Venezia F. C. de la Serie A.

## Selección nacional
Tras jugar con la selección de fútbol sub-17 de Eslovenia, la sub-18, la sub-19 y la sub-21, finalmente hizo su debut con la selección absoluta el 23 de marzo de 2018 en un partido amistoso contra Austria que finalizó con un resultado de 3-0 a favor del combinado austriaco tras los goles de David Alaba y un doblete de Marko Arnautović.

### Goles internacionales
| # | Fecha               | Estadio                                         | Oponente            | Gol | Resultado | Competición                         |
| - | ------------------- | ----------------------------------------------- | ------------------- | --- | --------- | ----------------------------------- |
| 1 | 10 de junio de 2019 | Estadio Daugava, Riga, Letonia                  | Letonia             | 0-1 | 0-5       | Clasificación para la Eurocopa 2020 |
| 2 | 10 de junio de 2019 | Estadio Daugava, Riga, Letonia                  | Letonia             | 0-2 | 0-5       | Clasificación para la Eurocopa 2020 |
| 3 | 1 de junio de 2021  | Toše Proeski Arena, Skopie, Macedonia del Norte | Macedonia del Norte | 1-1 | 1-1       | Amistoso                            |

## Clubes
| Club                            | País      | Año       | Partidos | Goles |
| ------------------------------- | --------- | --------- | -------- | ----- |
| F. C. Koper                     | Eslovenia | 2012-2015 | 108      | 2     |
| F. C. Lugano                    | Suiza     | 2015-2020 | 130      | 9     |
| Venezia F. C.                   | Italia    | 2020-2023 | 92       | 10    |
| U. S. Salernitana 1919 (cedido) | Italia    | 2023      | 7        | 0     |
| A. C. Reggiana 1919 (cedido)    | Italia    | 2023-2024 | 17       | 0     |
| Venezia F. C.                   | Italia    | 2024-     | 9        | 0     |

## Palmarés

### Campeonatos nacionales
| Título                 | Club        | País      | Año  |
| ---------------------- | ----------- | --------- | ---- |
| Copa de Eslovenia      | F. C. Koper | Eslovenia | 2015 |
| Supercopa de Eslovenia | F. C. Koper | Eslovenia | 2015 |